# Phare de Kyrenia (1907)
Le phare de Kyrenia (1907) est un phare inactif situé dans le port de Kyrenia (République turque de Chypre du Nord) dans le nord de l'île de Chypre, face à la Turquie.

## Description
Le phare est une tour conique en pierre brune de 7 m de haut, située au coud du brise-lames ouest du vieux port de Kyrenia qui est maintenant utilisé comme port de plaisance.
Il a été mis en service en 1907 et a été désactivé en 1963. Il est remplacé par le nouveau phare de la marina de Kyrenia, une tour métallique à claire-voie en bout de jetée .
Identifiant : ex-Amirauté : N5902 .
|                 |
| Port de Kyrenia |

|                |
| Le vieux phare |

### Lien connexe
- Liste des phares de Chypre